# Zakład ateisty
Zakład ateisty – ateistyczne rozumowanie będące odpowiedzią na zakład Pascala mówiące o tym, że bardziej opłacalna od wiary w Boga jest niewiara w niego. Jego korzenie sięgają myśli Marka Aureliusza.

## Wersja Michaela Martina
Formułując w 1990 zakład ateisty w dziele Atheism: A Philosophical Justification, Michael Martin skrytykował zakład Pascala, ponieważ jego zdaniem ujęte przez Pascala dwa założenia – nieistnienie Boga bądź istnienie Boga zgodnego z poglądami Pascala – nie wyczerpują wszystkich ewentualności. Martin za Diderotem stwierdził, że zakład Pascala należałoby zmodyfikować poprzez uwzględnienie istnienia innych bóstw. Punktem wyjścia rozważań Martina było rozważenie istnienia Przewrotnego Mistrza (PM), tj. istoty karzącej za wiarę w jakąkolwiek nadprzyrodzoną istotę (łącznie z nim) i nagradzającej za ateizm; w tym kontekście najmniej opłacalna byłaby wiara w Przewrotnego Mistrza, a najbardziej opłacalny ateizm. W takiej sytuacji stan zysków i strat obrazuje poniższa tabela:
| Decyzja    | Bóg istnieje | PM istnieje | Nie istnieje Bóg ani PM |
| ---------- | ------------ | ----------- | ----------------------- |
| Teizm      | zysk         | strata      | strata                  |
| Wiara w PM | strata       | strata      | strata                  |
| Ateizm     | strata       | zysk        | zysk                    |

Martin odparł potencjalne zarzuty dotyczące jego tezy Przewrotnego Mistrza. Jego zdaniem – podobnie jak Pascal uznał prawdopodobieństwo istnienia Boga za większe od zera, tak też takie prawdopodobieństwo występuje w przypadku istnienia Przewrotnego Mistrza. Skoro Pascal, według Martina, bez żadnej argumentacji uprawdopodobniającej przyjął dodatnią wartość prawdopodobieństwa istnienia Boga, to nie ma powodów, by nie postąpić tak samo z Przewrotnym Mistrzem, jakkolwiek według Nicholasa Reschera większość ludzi przypisuje bogom typu Przewrotny Mistrz zerowe prawdopodobieństwo istnienia. Martin nie zgodził się ponadto, że nawet jeżeli Bóg nie istnieje, to wiara w niego daje nadzieję i pocieszenie w trudnych sytuacjach, a więc nawet wtedy jest zyskiem; jego zdaniem dla wnikliwych wierzących takie pocieszenie musi być krótkotrwałe, a na dłuższą metę będą oni nieszczęśliwi, z kolei z potencjalnym pocieszeniem wiąże się także czasochłonność, kosztowność i kłopotliwość wyznawania religii. Ponadto, jak uważał Martin, tylko ateizm pozwala wziąć pełną odpowiedzialność za rozwiązywanie problemów, jako że wiara w pomoc Boga prowadzi do niedojrzałości. Martin nie zgodził się także z zarzutem, jakoby można było rozszerzać macierze o nieustannie nowe istoty nadprzyrodzone, co nigdy nie doprowadzi do wyciągnięcia wniosku – zdaniem filozofa taki zabieg byłby absurdalny z praktycznego punktu widzenia.

## Inne wersje
Inne wersje zakładu ateisty stosują inne argumentacje, a łączy je wspólny punkt wyjścia (krytyka zakładu Pascala) oraz wniosek (ateizm jest bardziej opłacalny od teizmu).

### „Moralna” wersja
Tzw. „moralna” wersja zakładu ateisty rozszerza analizę Pascala o dodanie zmiennej związanej z wyborem sposobu życia człowieka, czego nie uczynił Pascal. W tej wersji nad wiarą bądź niewiarą w Boga dominuje wybór dobrego życia, co obrazuje poniższa tabela:
| Decyzja              | Życzliwy Bóg istnieje | Życzliwy Bóg nie istnieje |
| -------------------- | --------------------- | ------------------------- |
| Dobre życie i teizm  | nieskończony zysk     | skończony zysk            |
| Dobre życie i ateizm | nieskończony zysk     | skończony zysk            |
| Złe życie i teizm    | nieskończona strata   | skończona strata          |
| Złe życie i ateizm   | nieskończona strata   | skończona strata          |

### Agnostyczna wersja
Agnostyczny zakład ateizmu zawiera dokładniejsze przewidywanie konsekwencji nieistnienia Boga. Ta wersja zakładu, oprócz dominacji życia moralnego, wykazuje także dominację braku wiary nad wiarą. Jako że działania związane z wiarą w Boga nie mają wpływu na postawę życiową, to są stratą czasu, a zatem najbardziej opłaca się być dobrym człowiekiem i ateistą:
| Decyzja              | Bóg istnieje        | Bóg nie istnieje                                     |
| -------------------- | ------------------- | ---------------------------------------------------- |
| Dobre życie i teizm  | nieskończony zysk   | czynię świat lepszym, marnuję czas na wiarę          |
| Dobre życie i ateizm | nieskończony zysk   | czynię świat lepszym                                 |
| Złe życie i teizm    | nieskończona strata | ludzie uważają mnie za drania, marnuję czas na wiarę |
| Złe życie i ateizm   | nieskończona strata | ludzie uważają mnie za drania                        |